# Матчи сборной России по футболу 2001
В 2001 году сборная России провела 11 матчей: три товарищеских и восемь в рамках отбора на чемпионат мира 2002 года.

## Список матчей
Товарищеский матч
| 28 февраля 2001 | \| Греция \| 3:3 (2:1) \| Россия \| \| Харистеас 2′, 32′ · Басинас 90′ (пен.) \| Голы \| Бузникин 34′, 70′ · Хохлов 48′ \| | Стадион: «Теодорос Вардинояннис», Ираклион Зрителей: 7 900 Судья: Грациано Чезари |
| Греция: Элефтеропулос (Катерьяннакис, 46'), Басинас, Фиссас (Венетидис, 64'), Воколос, Гумас, Пацацоглу, Георгиадис (Теодоридис, 73'), К. Константинидис (Маврогенидис, 47'), Харистеас (Фрусоc, 67'), Ниниадис (Загоракис, 21'), П. Константинидис (Лакис, 64'). Главный тренер: Вассилис Даниил. Россия: Нигматуллин, Хлестов (Чугайнов, 46'), Никифоров, Смертин (В. Булатов, 86'), Тетрадзе, Бузникин, Гусев (Семак, 71'), Карпин (к) (Ананко, 46'), Титов, Мостовой (Хохлов, 46'), Бесчастных (Аленичев, 46'). Главный тренер: Олег Романцев. | |                                                                                   |
| Греция | 3:3 (2:1) | Россия                                                                            |
| Харистеас 2′, 32′ · Басинас 90′ (пен.) | Голы | Бузникин 34′, 70′ · Хохлов 48′                                                    |

Отборочная стадия XVII чемпионата мира. Матч группы 1 зоны УЕФА
№495
| 24 марта 2001 | \| Россия \| 1:1 (1:1) \| Словения \| \| Хохлов 9′ \| Голы \| Кнавс 22′ \| | Стадион: «Лужники», Москва Зрителей: 33 000 Судьи: Хью Даллас, Дэвид Дойг, Стюарт Логан. |
| Россия: Нигматуллин, Хохлов, Никифоров, Ковтун, Тетрадзе, Смертин (Бесчастных, 46'), Онопко (к), Карпин, Титов, Аленичев (Семак, 65'), Бузникин. Главный тренер: Олег Романцев. Словения: Симеунович, Гайсер, Милинович, Булаич, Кнавс, Новак, Чех (к) , Остерц (Цимиротич, 65'), Захович, Павлин, Рудоня (Павлович, 87'). Главный тренер: Сречко Катанец. Предупреждения: Гайзер (55'), Павлин (59'), Карпин (72'), Никифоров (76'), Милинович (77'). |                                                                            |                                                                                          |
| Россия | 1:1 (1:1)                                                                  | Словения                                                                                 |
| Хохлов 9′ | Голы                                                                       | Кнавс 22′                                                                                |

Отборочная стадия XVII чемпионата мира. Матч группы 1 зоны УЕФА
№496
| 28 марта 2001 | \| Россия \| 1:0 (1:0) \| Фарерские острова \| \| Мостовой 19′ \| Голы \| \| | Стадион: «Лужники», Москва Зрителей: 8 000 Судьи: Лесли Ирвин, Роберт Пенни, Дэвид Редферн. |
| Россия: Нигматуллин, Онопко (к), Никифоров, Ковтун, Тетрадзе (Аленичев, 46'), Титов, Гусев (Дроздов, 46'), Карпин, Мостовой, Хохлов, Бузникин (Бесчастных, 70'). Главный тренер: Олег Романцев. Фарерские острова: Миккельсен, Йоханнесен (к), Торстейнссон, о Борг, Х.-Ф. Хансен, Э. Хансен, Беньяминсен, Ю. Йонссон, К. Мёркёре (С. Йоэнсен, 75'), К.-Х. Якобсен, Петерсен. Главный тренер: Аллан Симонсен. |                                                                              |                                                                                             |
| Россия | 1:0 (1:0)                                                                    | Фарерские острова                                                                           |
| Мостовой 19′ | Голы                                                                         |                                                                                             |

Отборочная стадия XVII чемпионата мира. Матч группы 1 зоны УЕФА
| 25 апреля 2001 | \| Югославия \| 0:1 (0:0) \| Россия \| \| \| Голы \| Бесчастных 72′ \| | Стадион: «Црвена Звезда», Белград Зрителей: 50 000 Судья: Конрад Плауц |
| Югославия: Илич, Дудич, Крстаич (Стефанович, 85'), Йоканович, Джукич, Буневчевич, Кежман (Джорджевич, 63'), Друлич (Д. Станкович, 73'), Томич, Михайлович. Россия: Нигматуллин, Ковтун, Дроздов (Тетрадзе, 46'), Аленичев, Гусев (Семак, 85'), Чугайнов, Онопко (к), Хохлов, Титов, Мостовой, Федьков (Бесчастных, 46'). Главный тренер: Олег Романцев. Предупреждения: Дроздов (41'), Онопко (48'), Джорджевич (79'), Йоканович (80'). |                                                                        |                                                                        |
| Югославия | 0:1 (0:0)                                                              | Россия                                                                 |
| | Голы                                                                   | Бесчастных 72′                                                         |

Отборочная стадия XVII чемпионата мира. Матч группы 1 зоны УЕФА
| 2 июня 2001 | \| Россия \| 1:1 (1:1) \| Югославия \| \| Ковтун 24′ \| Голы \| Миятович 32′ \| | Стадион: «Лужники», Москва Зрителей: 65 000 Судья: Херберт Фандель |
| Россия: Нигматуллин, Смертин, Чугайнов, Ковтун, Хохлов, Аленичев, Онопко (к), Карпин, Титов, Мостовой, Бесчастных (Бузникин, 72'). Главный тренер: Олег Романцев. Югославия: Радакович, Миркович (Буневчевич, 85'), Джорович, Обрадович, Джукич, Дмитрович, Лазетич (Друлович, 73'), Миятович (Кежман, 64'), Томич, Милошевич, Михайлович. Предупреждения: Ковтун (9'), Мостовой (66'), Джукич (69'), Дмитрович (88'). |                                                                                 |                                                                    |
| Россия | 1:1 (1:1)                                                                       | Югославия                                                          |
| Ковтун 24′ | Голы                                                                            | Миятович 32′                                                       |

Отборочная стадия XVII чемпионата мира. Матч группы 1 зоны УЕФА
| 6 июня 2001 | \| Люксембург \| 1:2 (0:1) \| Россия \| \| С. Шнайдер 48′ \| Голы \| Аленичев 15′ · Семак 76′ \| | Стадион: «Жози Бартель», Люксембург Зрителей: 1 500 Судья: Йон Шервулд |
| Люксембург: Жилле, Шаульс, Л. Девиль, Сайбене, Петерс (Райтер, 90'), С. Шнайдер (Браун, 84'), Тайс, Штрассер, Кардони, Хольц, Хусс (Кристоф, 64'). Главный тренер: Поль Филипп. Россия: Нигматуллин, Хохлов, Никифоров, Смертин (Ден. Попов, 52'), Аленичев (Семак, 60'), Ковтун, Онопко (к), Карпин, Титов, Мостовой, Бесчастных (Федьков, 66'). Главный тренер: Олег Романцев. |                                                                                                  |                                                                        |
| Люксембург | 1:2 (0:1)                                                                                        | Россия                                                                 |
| С. Шнайдер 48′ | Голы                                                                                             | Аленичев 15′ · Семак 76′                                               |

Товарищеский матч
| 15 августа 2001 | \| Россия \| 0:0 \| Греция \| | Стадион: «Лужники», Москва Зрителей: 7 000 Судья: Яцек Гранат |
| Россия: Филимонов, Хохлов (Семак, 46'), Никифоров (Чугайнов, 46'), Смертин (Хлестов, 46'), Каряка (Аленичев, 46'), Ковтун, Онопко (к), Карпин (Гусев, 46'), Титов (Измайлов, 66'), Мостовой, Бесчастных (Ден. Попов, 74'). Главный тренер: Олег Романцев. Греция: Элефтеропулос, Лакис, Венетидис, Дабизас, Аманатидис, К. Константинидис (П. Константинидис, 79), Георгиадис (Яннакопулос, 72'), Загоракис (Кацабис, 83'), Махлас (Харистеас, 63'), Либеропулос (Зикос, 63'), Карагунис (Вризас, 83'). Предупреждения: Георгиадис (24'), Дабизас (30'), Ковтун (32'). |                               |                                                               |
| Россия | 0:0                           | Греция                                                        |

Отборочная стадия XVII чемпионата мира. Матч группы 1 зоны УЕФА
| 1 сентября 2001 | \| Словения \| 2:1 (0:0) \| Россия \| \| Остерц 62′ · Ачимович 90′ (пен.) \| Голы \| Титов 73′ \| | Стадион: «Бежиград», Любляна Зрителей: 10 200 Судья: Грэм Полл |
| Словения: Симеунович, Карич, Милинович, Галич, Кнавс, Новак, Чех, Павлин, Рудоня (Павлович, 78'), Цимиротич (Остерц, 46'), Ачимович. Россия: Нигматуллин, Онопко (к), Чугайнов, Ковтун, Даев, Титов, Карпин, Мостовой, Гусев (Семак, 65'), Хохлов (Измайлов, 46'), Бесчастных (Ширко, 79'). Главный тренер: Олег Романцев. Предупреждения: Новак (39'), Измайлов (64'), Даев (83'), Мостовой (85'). |                                                                                                   |                                                                |
| Словения | 2:1 (0:0)                                                                                         | Россия                                                         |
| Остерц 62′ · Ачимович 90′ (пен.) | Голы                                                                                              | Титов 73′                                                      |

Отборочная стадия XVII чемпионата мира. Матч группы 1 зоны УЕФА
| 5 сентября 2001 | \| Фарерские острова \| 0:3 (0:2) \| Россия \| \| \| Голы \| Бесчастных 20′, 30′ · Ширко 88′ \| | Стадион: «Тоуршвётлюр», Торсхавн Зрителей: 2 900 Судья: Хуберт Берн |
| Фарерские острова: Миккельсен, Йоханнесен, Й.-К. Хансен, Б. Хансен, Х.-Ф. Хансен, Э. Хансен, Беньяминсен, Ю. Йонссон, о Борг (Ольсен, 81'), Петерсен, К.-Х. Якобсен (К. Мёркёре, 46'). Россия: Нигматуллин, Дроздов, Никифоров, Семак (Хохлов, 53'), Аленичев (Каряка, 83'), Ковтун, Онопко (к), Карпин, Титов, Измайлов, Бесчастных (Ширко, 46'). Главный тренер: Олег Романцев. Предупреждения: Беньяминсен (34'), Карпин (55'), Ю. Йонссон (57'). |                                                                                                 |                                                                     |
| Фарерские острова | 0:3 (0:2)                                                                                       | Россия                                                              |
| | Голы                                                                                            | Бесчастных 20′, 30′ · Ширко 88′                                     |

Отборочная стадия XVII чемпионата мира. Матч группы 1 зоны УЕФА
| 6 октября 2001 | \| Россия \| 4:0 (3:0) \| Швейцария \| \| Бесчастных 14′ (пен.), 19′, 38′ · Титов 82′ \| Голы \| \| | Стадион: «Динамо», Москва Зрителей: 22 000 Судья: Кнуд-Эрик Фискер |
| Россия: Нигматуллин, Смертин (Хохлов, 88), Дроздов (Даев, 26), Чугайнов, Аленичев, Ковтун, Онопко (к), Гусев (Семак, 78'), Титов, Измайлов, Бесчастных. Главный тренер: Олег Романцев. Швейцария: Штиль, Целльвегер, Кентен, М. Якин (Цвиссиг, 46'), Мюллер, Маццарелли, Сеса, Комизетти (Лонфат, 76'), Х. Якин, Сфорца, Ди Йорио (Ломбардо, 46'). Предупреждение: Маццарелли (82'). | |                                                                    |
| Россия | 4:0 (3:0)                                                                                           | Швейцария                                                          |
| Бесчастных 14′ (пен.), 19′, 38′ · Титов 82′ | Голы                                                                                                |                                                                    |

Товарищеский матч
| 14 ноября 2001 | \| Латвия \| 1:3 (0:1) \| Россия \| \| Астафьев 89′ \| Голы \| Хохлов 8′ · Аленичев 47′ · Панов 81′ \| | Стадион: «Сконто», Рига Зрителей: 7 000 Судья: Стен Калдма |
| Латвия: Колинько, И. Н. Степанов, Астафьев, Землинский, Лайзанс (И. В. Степанов, 81'), Благонадеждин (Зизилев, 75'), Исаков, Пучинскас (Блейделис, 59'), Пахарь (Лукашевич, 90'), Рубин (Добрецов 57'), Верпаковскис (Колесниченко, 75'). Россия: Нигматуллин (Филимонов, 83'), Хохлов, Никифоров, Смертин, Аленичев (Каряка, 59'), Ковтун, Онопко (к), Карпин (Гусев, 63'), Даев, Мостовой, Бесчастных (Панов, 73'). Главный тренер: Олег Романцев. Предупреждение: Благонадеждин (75'). | |                                                            |
| Латвия | 1:3 (0:1)                                                                                              | Россия                                                     |
| Астафьев 89′ | Голы                                                                                                   | Хохлов 8′ · Аленичев 47′ · Панов 81′                       |

## Авторы забитых мячей
6 мячей
- Владимир Бесчастных

3 мяча
- Дмитрий Хохлов

2 мяча
- Максим Бузникин
- Егор Титов
- Дмитрий Аленичев

1 мяч
- Александр Мостовой
- Юрий Ковтун
- Сергей Семак
- Александр Ширко
- Александр Панов

## Авторы пропущенных мячей
2 мяча
- Ангелос Харистеас

1 мяч
- Ангелос Басинас
- Виталий Астафьев
- Саша Шнайдер
- Предраг Миятович
- Миленко Ачимович
- Александер Кнавс
- Милан Остерц